# Silnik przepływowy
Silnik przepływowy – silnik wytwarzający energię mechaniczną kosztem entalpii, energii potencjalnej bądź energii kinetycznej przepływającego czynnika. 
Należą do nich: turbina parowa, gazowa, wodna i wiatrowa. Moc mechaniczna powstaje w wyniku działania siły na obwodzie obracającego się wału. Siła ta - siła obwodowa - pomnożona przez prędkość kątową ω obracającego się wału jest właśnie mocą mechaniczną przekazywaną na wał turbiny, i dalej do generatora lub innego odbiornika.
Siła obwodowa powstaje w wyniku przepływu czynnika (gazu lub cieczy) przez odpowiednio ukształtowane kanały międzyłopatkowe wirnika. Kanał międzyłopatkowy jest to strefa przepływu czynnika ograniczona dwiema łopatkami. Łopatki rozmieszczone są równomiernie na obwodzie. Zmiana kierunku przepływu i prędkości czynnika prowadzi do generowania siły na tych łopatkch (podobnie jak na żaglach żaglówki).
Jeśli czynnik (gaz bądź ciecz) porusza się z pewną prędkością, to wystarczy wstawienie odpowiednio skonstruowanego wirnika turbiny, aby generować moc mechaniczną (jak w przypadku turbin wiatrowych i niektórych rodzajów turbin wodnych). Jeśli do dyspozycji mamy tylko różnicę ciśnień (turbiny parowe i gazowe), konieczne jest zastosowanie elementów wytwarzających odpowiednio duże prędkości przepływu, czyli zamieniające entalpię gazu bądź energię potencjalną wody na energię kinetyczną. Elementy te nazywane są kierownicami. Są one nieruchome, na stałe związane z korpusem maszyny. Ciecz lub gaz, po przepłynięciu przez kanały międzyłopatkowe kierownicy, posiada już odpowiednio dużą prędkość i może z pewną efektywnością, wytworzyć siłę na łopatkach zamocowanych na wirniku. Jeśli wirnik będzie się mógł obracać, to może wystąpić generowanie mocy mechanicznej wykorzystywanej do napędu dowolnego odbiornika.
Jeśli kanały międzyłopatkowe wirnika będą zbieżne, to czynnik przepływający przez nie w wyniku różnicy ciśnień będzie przyspieszany. Pojawi się dodatkowa siła reakcji, którą można zaobserwować podczas gaszenia ognia przez strażaków. Woda dopływa do sikawki strażackiej wężem stosunkowo wolno, a w samej sikawce następuje jej znaczne przyspieszenie. Duża różnica prędkości wody na wylocie i wlocie sikawki jest przyczyną powstawania siły reakcji. Do jej opanowania często nie wystarczy jeden strażak.
I podobne zjawisko wykorzystywane jest w turbinach cieplnych. Jeśli gaz dopłynie do wirnika wolno, a w samym wirniku nastąpi jego silne przyspieszenie i zmiana kierunku przepływu, to pojawi się pewna siła, której składowa obwodowa będzie napędzać wirnik turbiny.